# Дітер Шуберт
Дітер Шуберт (11 вересня 1943 , Copitzd ) — німецький веслувальник, дворазовий олімпійський чемпіон, тририразовий чемпіон світу.

## Біографія
Дітер Шуберт народився 11 серпня 1943 року у місті Пірна. У дитинстві грав у футбол та гандбол, але у 1959 році перейшов до академічного веслування. Проходив підготовку у Дрездені у місцевому спортивному клубі «Айнхайт Дрезден» під керівництвом тренера Ганса Екштайна.
Першого серйозного успіху на дорослому міжнародному рівні досяг у сезоні 1966 року, коли увійшов до основного складу східнонімецької національної збірної та побував на чемпіонаті світу в Бледі, звідки привіз золоту нагороду, виграну в заліку розпашних четвірок без керма.
У 1967 році у безрульних четвірках здобув перемогу на чемпіонаті Європи у Віші.
Завдяки низці вдалих виступів удостоївся права захищати честь країни на літніх Олімпійських іграх 1968 року в Мехіко - у складі екіпажу разом Франком Форбергером, Дітером Граном і Франком Рюле, з якими став олімпійським чемпіоном.
Ставши олімпійським чемпіоном, Шуберт залишився у складі збірної НДР та продовжив брати участь у найбільших міжнародних регатах. Так, у 1969 році він переміг у вісімках на європейській першості у Клагенфурті.
У 1970 році в безрульних четвірках став чемпіоном на світовій першості в Сент-Катарінсі.
На чемпіонаті Європи 1971 року в Копенгагені додав до послужного списку ще одну золоту медаль у безрульних четвірках.
Перебуваючи серед лідерів східнонімецької національної збірної, пройшов відбір на Олімпійські ігри 1972 року в Мюнхені — тут з тими ж партнерами знову обійшов усіх суперників у заліку безрульних четвірок і став дворазовим олімпійським чемпіоном.
За видатні спортивні досягнення нагороджувався орденом «За заслуги перед Батьківщиною» у сріблі (1968) та золоті (1972). Кавалер срібного ордена «Зірка дружби народів» (1971).
Згодом працював учителем у школі та тренером з академічного веслування. Після об'єднання Німеччини почав працювати страховим агентом.

## Виступи на Олімпіадах
| Олімпіада   | Дисципліна | Місце |
| ----------- | ---------- | ----- |
| Мехіко 1968 | четвірки   | 1     |
| Мюнхен 1972 | четвірки   | 1     |

## Зовнішні посилання
- Дітер Шуберт — олімпійська статистика на сайті Sports-Reference.com (англ.) (архівна версія)
- Дітер Шуберт на сайті FISA.